# 2-Methylbenzoxazol
2-Methylbenzoxazol ist eine chemische Verbindung aus der Gruppe der 1,3-Benzoxazole.

## Vorkommen
2-Methylbenzoxazol wurde in Tabakrauch und geröstetem Kaffee nachgewiesen.

## Gewinnung und Darstellung
2-Methylbenzoxazol kann durch Reaktion von 2-Aminophenol mit Essigsäureanhydrid gewonnen werden.

## Eigenschaften
2-Methylbenzoxazol ist eine brennbare, schwer entzündbare, farblose, übelriechende Flüssigkeit, die praktisch unlöslich in Wasser ist.

## Verwendung
2-Methylbenzoxazol wird für die Synthese von Bis-Styryl-Farbstoffen verwendet. Es wird auch in der Medizin und für die Synthese anderer organischer Verbindungen verwendet. Die Verbindung wird auch als Aromastoff eingesetzt.